# Munditia owengaensis
Munditia owengaensis là một ốc biển nhỏ, là động vật thân mềm chân bụng sống ở biển trong họ Liotiidae, found at the Chatham Islands, New Zealand.